# وارن جی. مگنوسون
وارن جی. مگنوسون (به انگلیسی: Warren G. Magnuson) سناتور سابق عضو حزب دموکرات ایالات متحده آمریکا بود. وی در سال ۱۹۴۴ تا ۱۹۸۱ میلادی سناتور ایالت واشینگتن در سنای ایالات متحده آمریکا بود.